# Lietuvos nacionalinis radijas ir televizija

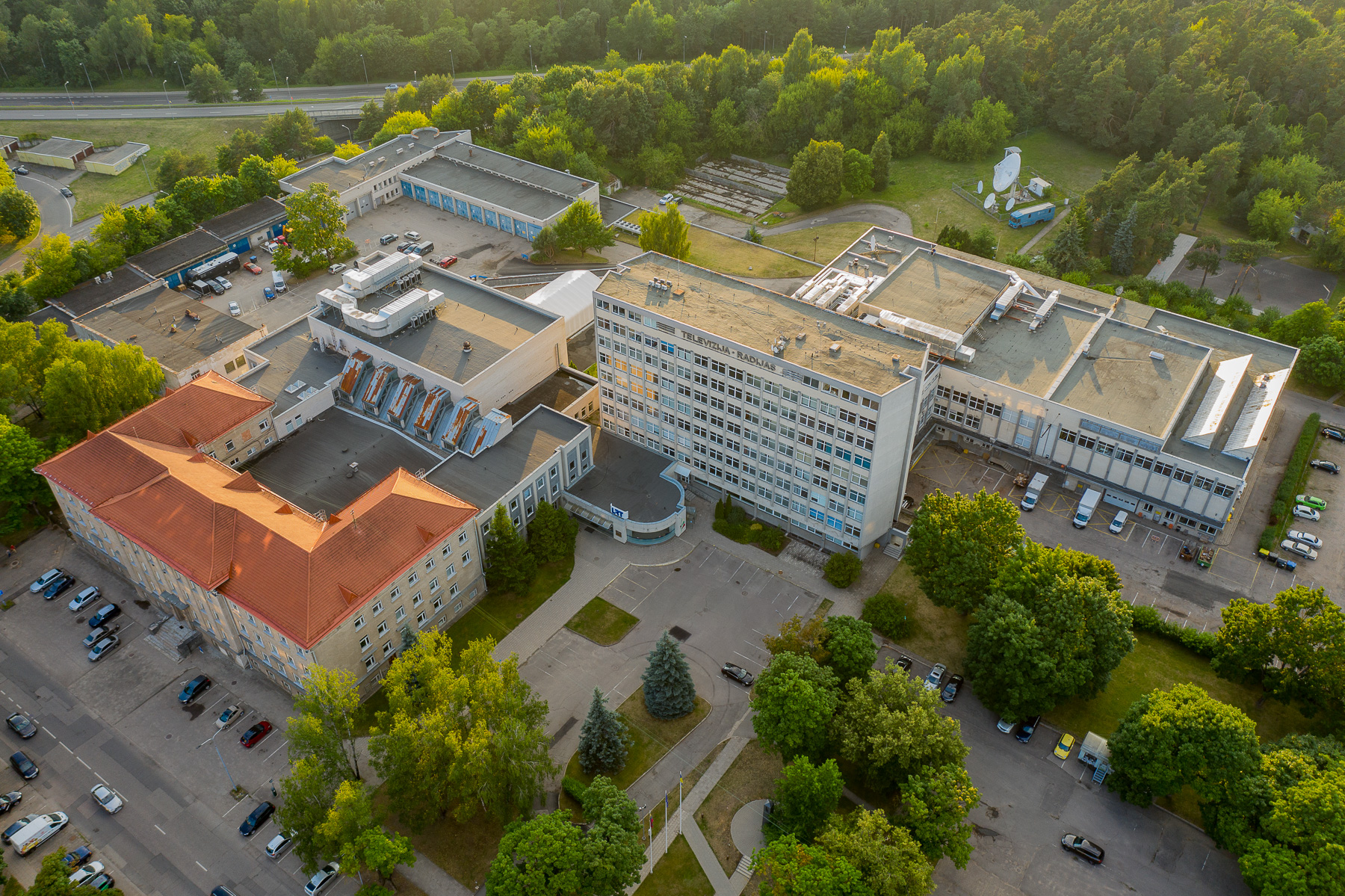
Sídlo LRT ve Vilniusu

Lietuvos nacionalinis radijas ir televizija (zkráceně LRT) je litevská veřejnoprávní vysílací společnost. Společnost byla založena v červnu 1957 pod jménem Výbor pro rozhlasové a televizní vysílání (Radijo ir televizijos komitetas). Od sovětské navlády uvolnila v době vyhlášení nezávislosti republiky dne 11. března 1990.
Dne 1. ledna 1993 se stala aktivním členem Evropské vysílací unie.

## Kanály a historie
Společnost disponuje čtyřmi televizními kanály (LRT Televizija a LRT Kultūra, satelitním kanálem LRT Lituanica a HD kanálem LRT HD) a 3 rozhlasovými stanicemi (LRT Radijas, LRT Klasika a LRT Opus vysílající elektronickou hudbu). LRT Radijas je nejpopulárnější rozhlasovou stanicí v Litvě, poslouchá jej 1 ze 4 Litevců.
Pravidelné rozhlasové vysílání zajišťuje od roku 1926 a televizní vysílání od roku 1957. V současné době zaměstnává asi 650 lidí. Od 1. ledna 1993 je vysílatel plnoprávným členem Evropské vysílací unie.
Litevská rozhlasová a televizní vysílací rada dohlíží na činnosti LRT, podle Zákona o poskytování informací veřejnosti a Zákona o litevských a rozhlasových televizních právech. LRT je financován ze státního rozpočtu (o 75 %) a televizních reklam. Licenční poplatek nebo daň z televize, kterou každý televizní divák musí zaplatit, je projednávána od roku 1996 jako budoucí zdroj příjmů pro LRT.
V květnu 2007 zahájila projekt digitalizace všech svých filmů, včetně pěti tisíc filmových hodin a 30 000 hodin na videokazetách. Nejstarší záznam se datuje k roku 1895. Dne 23. prosince 2013 Seimas zakázalo od roku 2015 vysílání reklam na televizních kanálech a rozhlasových stanicích LRT.

## Kanály

### Rozhlasové kanály
- LRT Radijas – obecný
- LRT Klasika – klasická hudba
- LRT Opus – pro mladé

### Televizní kanály
- LRT Televizija – obecný
- LRT Plius – kulturní a naučný
- LRT Lituanica – pro diváky v zahraničí

## Loga LRT a jeho kanálů

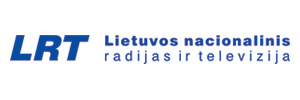
Dřívější logo LRT
Logo LRT Radijas
Logo LRT Opus
Logo LRT Televizija
Logo LRT Plius
Logo LRT Lituanica
Logo LRT Klasika